# 少年科学画报
《少年科学画报》创刊于1979年，是中国大陆科普类月刊，编辑部位于北京市。此刊物由北京出版社出版集团主办。
《少年科学画报》在2018年被中华人民共和国国家新闻出版广电总局新闻报刊司评为2017年全国“百强报刊”。